# Eumelea perclara
Eumelea perclara là một loài bướm đêm trong họ Geometridae.